# Kim Jung-nam
Kim Jung-nam (kor. 김정남, ur. 28 stycznia 1943 w Seulu) – były południowokoreański piłkarz i trener występujący na pozycji obrońcy.

## Kariera klubowa
Podczas kariery piłkarskiej Kim występował w zespołach Korea University, ROK Marine Corps FC, Yangzee FC i Korea Exchange Bank FC, w którym zakończył karierę w 1976.

## Kariera reprezentacyjna
W reprezentacji Korei Południowej Kim zadebiutował w 1962. W 1964 wziął udział w Letnich Igrzyskach Olimpijskich. Na turnieju w Tokio wystąpił w obu meczach z Czechosłowacją i Egiptem. W 1969 uczestniczył w przegranych eliminacjach do Mistrzostw Świata 1970. W 1970 wygrał z Koreą igrzyska azjatyckie.

## Kariera trenerska
Po zakończeniu kariery piłkarskiej Kim został trenerem. W 1977 po raz pierwszy był selekcjonerem Korei Południowej. W latach 1980–1982 i 1982-1983 po raz kolejny prowadził reprezentację Korei. W 1980 zdobył z Koreą wicemistrzostwo Azji, po porażce w finale z Kuwejtem 0-3. W latach 1985–1986 i 1988 po raz kolejny prowadził kadrę Korei Południowej.
W 1985 po 32 latach przerwy awansował z Koreą do Mistrzostw Świata. Na turnieju w Meksyku Korea Południowa przegrała z Argentyną i Włochami oraz zremisowała z Bułgarią, odpadając tym samym z Mundialu. W 1988 poprowadził reprezentację na Letnich Igrzyskach Olimpijskich. Na turnieju w Seulu Korea Południowa zremisowała z ZSRR i USA oraz przegrała z Argentyną, nie wychodząc tym samym z grupy. W latach 1985–1992 Kim prowadził Yukong Kokkiri. Z Yukongiem zdobył mistrzostwo Korei w 1989.
W latach 1998–1999 pracował w Chinach w Shandong Luneng i Qingdao Yizhong Hainiu. W latach 2000–2008 był trenerem Ulsan Hyundai Horang-i. Z Ulsan zdobył mistrzostwo Korei w 2005, K-League Cup w 2007 oraz A3 Champions Cup w 2006.